# Metakognition
Metakognition bezeichnet die Auseinandersetzung mit den eigenen kognitiven Prozessen (zum Beispiel Gedanken, Meinungen, Einstellungen, Aufmerksamkeit, Kreativität).  Metakognitionen umfassen zum einen das Wissen und zum anderen die Kontrolle (Überwachung und Selbstregulierung) über die eigenen Kognitionen. Anschaulich könnte man sagen, sie sind das Denken über das eigene Denken bzw. das Wissen über das eigene Wissen, auch Metawissen genannt. Die Bezeichnung Metakognition ist abgeleitet von griechisch μετά, meta (hier sinngemäß ‚über‘) und Kognition, einer Sammelbezeichnung für alle geistigen Vorgänge und Inhalte, die mit Wahrnehmung und Erkennen zusammenhängen.
Das Wort ‚Metakognition‘ geht zurück auf John H. Flavell (emeritierter Professor für Psychologie an der Stanford-Universität) und Henry M. Wellman (Professor für Psychologie an der University of Michigan). Es werden auch die neurowissenschaftlichen Grundlagen erforscht.

## Begriff und Dimensionen von Metakognition
Denken kann als Prozess gesehen werden, der anfällig für viele Störungen ist. Außenreize werden in das sensorische Register aufgenommen und von dort an das Kurzzeitgedächtnis weitergeleitet, welches die aufbereiteten Einzelinformationen enkodiert und so bedeutungshaltige Wissenselemente herstellt. Durch spezialisierte ‚Puffer‘ wird dieses Wissen aufgearbeitet und an das Langzeitgedächtnis weitergeleitet, wo es als semantisches oder episodisches Wissen ‚archiviert‘ wird. Dort können Bedeutungen und Einzelinformationen fehlerhaft zugeordnet werden, das Langzeitgedächtnis kann die Informationselemente falsch speichern oder der Prozess kann insgesamt blockiert sein. Infolge solcher Störungen können Wissenselemente nicht mehr oder nur sehr mühsam wieder ‚aufgespürt‘ werden. Metakognition „plant, steuert und kontrolliert Denkabläufe in der Absicht, sie zu optimieren und Fehlleistungen […] zu minimieren“, indem sie das Denken – bildlich gesprochen – an diese ihm allgemein zugehörenden Prozesse erinnert.
Nach Flavell (1992, 1993) lassen sich zwei Dimensionen unterscheiden:
- metakognitives Wissen (metacognitive knowledge) als deklarativer Aspekt und
- metakognitive Überwachung und Selbstregulierung (metacognitive monitoring and self-regulation) als exekutiver Aspekt.[4]

Der deklarative Aspekt umfasst wiederum drei bzw. vier Unterdimensionen:
- personenbezogenes Wissen – alles Wissen, das man über sein eigenes Denken und Gedächtnis besitzt;
- aufgabenbezogenes Wissen – alles Wissen darüber, wie eine Aufgabe beschaffen ist und welche Anforderungen sie stellt;
- strategisches Wissen – alles Wissen, das es erlaubt, Lösungswege in ihrer Eignung für die Bewältigung der jeweiligen Aufgabe zu bewerten und alternative Lösungsmöglichkeiten in ihrer Wirksamkeit einzuschätzen;
- metakognitive Empfindungen[5], z. B. die Einschätzung, dass etwas schwer wahrzunehmen, zu verstehen oder zu merken sei.

Der exekutive Aspekt umfasst zwei grundlegende Prozesse: die metakognitive Steuerung (self-regulation) und die Kontrolle (self-monitoring). Die metakognitive Steuerung bezieht sich auf alle Aktivitäten der Planung, Regulierung und Bewertung während der Bearbeitung einer Aufgabe. Die Kontrolle stellt dabei fest, wie weit man sich bei dieser Bearbeitung befindet, ob man auf dem Weg zum Ziel ist und ob man die in der Planung gesetzten Zwischenziele oder gar das Endziel erreicht hat.
Teasdale (1999) fügt als dritte Dimension außerdem das metakognitive Verständnis hinzu. Darunter versteht man die Erfahrung, eigene Gedanken als Gedanken und nicht als Realität wahrzunehmen (siehe auch Achtsamkeitsbasierte Kognitive Therapie).
Das Zusammenwirken dieser Prozesse wird in einer Studie von D. Wyatt et al. herausgearbeitet: Sie baten 15 Professoren der Sozialwissenschaften, beim Lesen eines Fachartikels um „Lautes Denken“. Danach verhält sich ein quasi optimaler Informationsverarbeiter folgendermaßen: Er antizipiert Informationen der nächsten Textabschnitte (aufgabenbezogenes Wissen), er konzentriert sich auf subjektive relevante Ausschnitte (Wissen über die eigene Person), springt im Text vor und zurück, wechselt mehrmals zwischen Abbildungen und Text, liest besonders relevante oder unklare Aussagen mehrmals (Wissen über kognitive Strategien), paraphrasiert und fasst schließlich die wesentlichen Gedanken zusammen (metakognitive Kontrollprozesse). Darüber hinaus berichten die Experten, dass sie während des Lesens laufend die Schwierigkeit wie die Informationshaltigkeit des Textes bewerten (Wissen über Aufgabencharakteristika). Zudem treten emotionale Reaktionen wie Ärger, Interesse und Langeweile auf und werden registriert (metakognitive Empfindungen).

## Experimente zur Metakognition bei Affen
Experimente einer Forschergruppe um J. David Smith zeigen, dass Rhesusaffen zur Metakognition fähig sind, also zur Reflexion über das eigene Wissen.
Ende 2004 wurde das Ergebnis eines verhaltensbiologischen Experiments veröffentlicht, das zu verdeutlichen vermag, dass auch Tiere ihr Verhalten reflektieren und ihrem jeweiligen Kenntnisstand anpassen.
Das folgende Experiment wurde mit Rhesusaffen durchgeführt: Ein Rhesusaffe sitzt vor vier undurchsichtigen Röhrchen. Ein Forscher steckte in eines dieser Röhrchen ein wohlschmeckendes Stück Futter. Ohne zu zögern, greift der Affe das entsprechende Röhrchen, holt das Futter heraus und verzehrt den Leckerbissen. Zuvor hatte er genau gesehen, in welchem Röhrchen das Futter versteckt wurde. Der Experimentator des US-amerikanischen National Institute of Mental Health (NIMH) in Bethesda füllt nun wieder ein Röhrchen mit Futter. Diesmal ist dem Rhesusaffen jedoch der Blick versperrt und er kann nicht sehen, wo das Futter versteckt wird. Als Reaktion schaut der Affe daraufhin in die Röhrchen, wählt dann das richtige aus und verzehrt das Futter. Der Forscher Robert Hampton und seine Kollegen der Neuropsychologischen Abteilung testeten in dieser Weise mehrere Rhesusaffen. Die Forscher beschäftigte die Frage, ob Rhesusaffen ein Gedächtnis-Bewusstsein besitzen, ob sie also in der Lage sind, bewusst auf ihr Gedächtnis zuzugreifen und demzufolge zu wissen, wann sie wissen bzw. wann sie etwas nicht wissen. Diese Fähigkeit wird in der Fachsprache Metakognition genannt und bereits zu einer höheren Form von Bewusstsein gezählt. Bis vor kurzer Zeit hat man einen solchen Grad an Reflektiertheit nur Menschen zugetraut. Wissenschaftler suchen nach diesen Fähigkeiten auch im Tierreich.
Die Forschergruppe um Robert Hampton interessierte deshalb, ob es den Rhesusaffen bewusst sein würde, wenn sie nicht wussten, wo sich die Belohnung befindet und ob sie infolgedessen ihr Verhalten ändern würden, indem sie in die Röhrchen hineinsehen. Tatsächlich bestätigte sich diese Vermutung im Experiment. Wenn die Rhesusaffen wussten, wo die Belohnung war, schauten sie nicht vorher in die Röhrchen. Sie taten es nur, wenn sie nicht wussten, wo sich das Futter befand. Sie passten ihr Verhalten also ihrem Kenntnisstand an. Der Unterschied im Verhalten der Rhesusaffen zeigt, dass sie unterscheiden können zwischen Wissen und Nichtwissen, dass sie also ein Gedächtnis-Bewusstsein besitzen und fähig sind zur Metakognition.
Eine vergleichbare Situation auf den Menschen projiziert wäre die Fähigkeit, festzustellen, ob wir eine Telefonnummer wissen oder nicht, bevor wir zum Hörer greifen und wählen. Wissen wir die Nummer und sind uns dieses Wissens bewusst, werden wir ohne Zögern die Nummer wählen. Können wir uns jedoch nicht die Nummer ins Bewusstsein rufen, nehmen wir uns die Zeit nachzusehen, bevor wir wählen. Wir wissen also, wenn wir wissen, und passen unser Verhalten entsprechend an. Die Studie zeigt weiter, dass ein Gedächtnis-Bewusstsein nicht auf Menschen und Menschenaffen beschränkt ist, sondern unter Primaten weiter verbreitet ist, als man bisher dachte. Denn Rhesusaffen gehören zu einer Gruppe von Affen, die dem Menschen verwandtschaftlich nicht so nahestehen wie die großen Menschenaffen, die ebenfalls über diese metakognitive Fähigkeit verfügen.
Es wird vermutet, dass generell die Funktion des Gedächtnis-Bewusstseins darin bestehen könnte, einem Tier zu ermöglichen, Situationen, für die es kein ausreichendes Wissen besitzt, zu meiden. Es gibt wenig Grund zu der Annahme, dass diese Fähigkeit auf Primaten beschränkt ist. Noch sind zu dieser Hypothese jedoch weitere Untersuchungen notwendig. Man kann aber bereits jetzt schon mit Klarheit sagen: Der Mensch ist nicht das einzige bewusste Wesen auf der Erde. Der Mensch ist auch nicht das Resultat eines Fortschritts in der Evolution. Der Mensch ist eine spezifische Art unter vielen anderen, die sich parallel zueinander in der Evolution entwickelt und spezialisiert haben.
Bewusstsein, so vermuten Experten, könnte sich parallel zu den Arten entwickelt haben und ist daher bei vielen Arten vor uns anzutreffen. Der große Unterschied zwischen Mensch und Tier liegt dann möglicherweise nicht im Vorhandensein von Bewusstsein, sondern vielmehr in seinem spezifischen Inhalt, welcher von der ökologischen Nische, vom Lebensraum abhängt, an den das jeweilige Tier angepasst ist. Im Bewusstsein eines Tieres befinden sich die Informationen und Signale, für welche das Tier Sinnesorgane hat, mit deren Hilfe es sich orientiert und die es dazu befähigen, in seiner Umwelt zu überleben. Das heißt, die Bewusstseinsinhalte verschiedener Tierarten sind sehr verschieden voneinander.
Bewusstseinsinhalte, die uns Menschen auszeichnen, hängen mit unserer ausgearbeiteten, syntaktischen Sprache zusammen und mit unserem leistungsfähigen Gedächtnis, was uns eine längerfristige Zukunftsplanung und die Konstruktion eines autobiographischen Selbst ermöglicht. Die grundlegende Fähigkeit zum Bewusstsein hängt davon jedoch nicht ab. Die University of Iowa kam durch Erfahrungen mit Patienten, bei denen Gehirnschädigungen deren Bewusstsein beeinträchtigt hatten, zu der Überzeugung, dass es zwei Arten von Bewusstsein gibt:
- Eine einfache, grundlegende Form, das sogenannte Kernbewusstsein, das bei vielen Arten vor uns vorkommt, und ein erweitertes Bewusstsein, das in seiner vollkommensten Ausprägung der Mensch besitzt, aber in gradueller Abstufung auch Tiere haben.
- Daraus ließe sich ableiten, das Wesen des Kernbewusstseins ist das Gefühl von sich selbst, als individuellem Wesen. In ihm erwächst der Selbst-Sinn aus einem flüchtigen Gefühl des Erkennens. In erster Linie hängt es von Regionen ab, die stammesgeschichtlich eher älter und in den Tiefen des Gehirns gelegen sind. Weniger alt ist jedoch die Erweiterung des Bewusstseins durch ein leistungsfähiges Gedächtnis, wodurch es möglich wird, umfangreiche Informationen, Fakten und autobiographische Erinnerungen zu speichern.

## Belege
1. ↑  Eintrag Metakognition. In: Markus Antonius Wirtz (Hrsg.): Dorsch. Lexikon der Psychologie. 20. Auflage. Hogrefe Verlag, Bern 2021.
2. ↑  Diana Dimitrova: Das Konzept der Metakompetenz: Theoretische und empirische Untersuchung am Beispiel der Automobilindustrie. Springer-Verlag, 2008, ISBN 978-3-8350-0925-7, S. 69 (eingeschränkte Vorschau in der Google-Buchsuche).
3. ↑  Arnim Kaiser: Selbstlernkompetenz, Metakognition und Weiterbildung. In: Arnim Kaiser (Hrsg.): Selbstlernkompetenz. Metakognitive Grundlagen selbstregulierten Lernens und ihre praktische Umsetzung 2003. S. 100.
4. ↑  Arnim Kaiser, Ruth Kaiser: Denken trainieren, Lernen optimieren. Metakognition als Schlüsselkompetenz. 2006, S. 31.
5. ↑  J. H. Flavell: Annahmen zum Begriff Metakognition sowie zur Entwicklung von Metakognition. In F. E. Weinert (Hrsg.), Metakognition, Motivation und Lernen (S. 23–30). Stuttgart, Kohlhammer 1984.
6. 1 2  Martin Hautzinger, Paul Pauli: Themenbereich B: Methodologie und Methoden / Psychologische Interventionsmethoden / Psychotherapeutische Methoden. Hogrefe Verlag, 2009, ISBN 978-3-8409-1513-0, S. 409–410 (eingeschränkte Vorschau in der Google-Buchsuche).
7. ↑  Wyatt, D., Pressley, M., El-Dinary, P. B., Stein, S., Evabs, P. & Brown, R. Comprehension strategies, worth and credibility monitoring, and evaluations: Cold and hot cognition when experts read professional articles that are important to them. Learning and Individual Differences, 1993, 5, 49–72.
8. ↑  Justin J. Couchman u. a.: Beyond Stimulus Cues and Reinforcement Signals: A New Approach to Animal Metacognition. In: Journal of Comparative Psychology. Band 124, Nr. 4, 2010, S. 356–368, doi:10.1037/a0020129, PMC 2991470 (freier Volltext)
9. ↑  R. R. Hampton, A. Zivin, E. A. Murray: Rhesus Monkeys (Macaca mulatta) Discriminate Between Knowing and Not Knowing and Collect Information As Needed Before Acting. In: Animal Cognition. Band 7, 2004, S. 239–254.
10. ↑  R. R. Hampton, B. L. Schwartz: Episodic memory in nonhumans: What, and where, is when? In: Current Opinion in Neurobiology. Band 14, 2004, S. 192–197.